# Vermeil

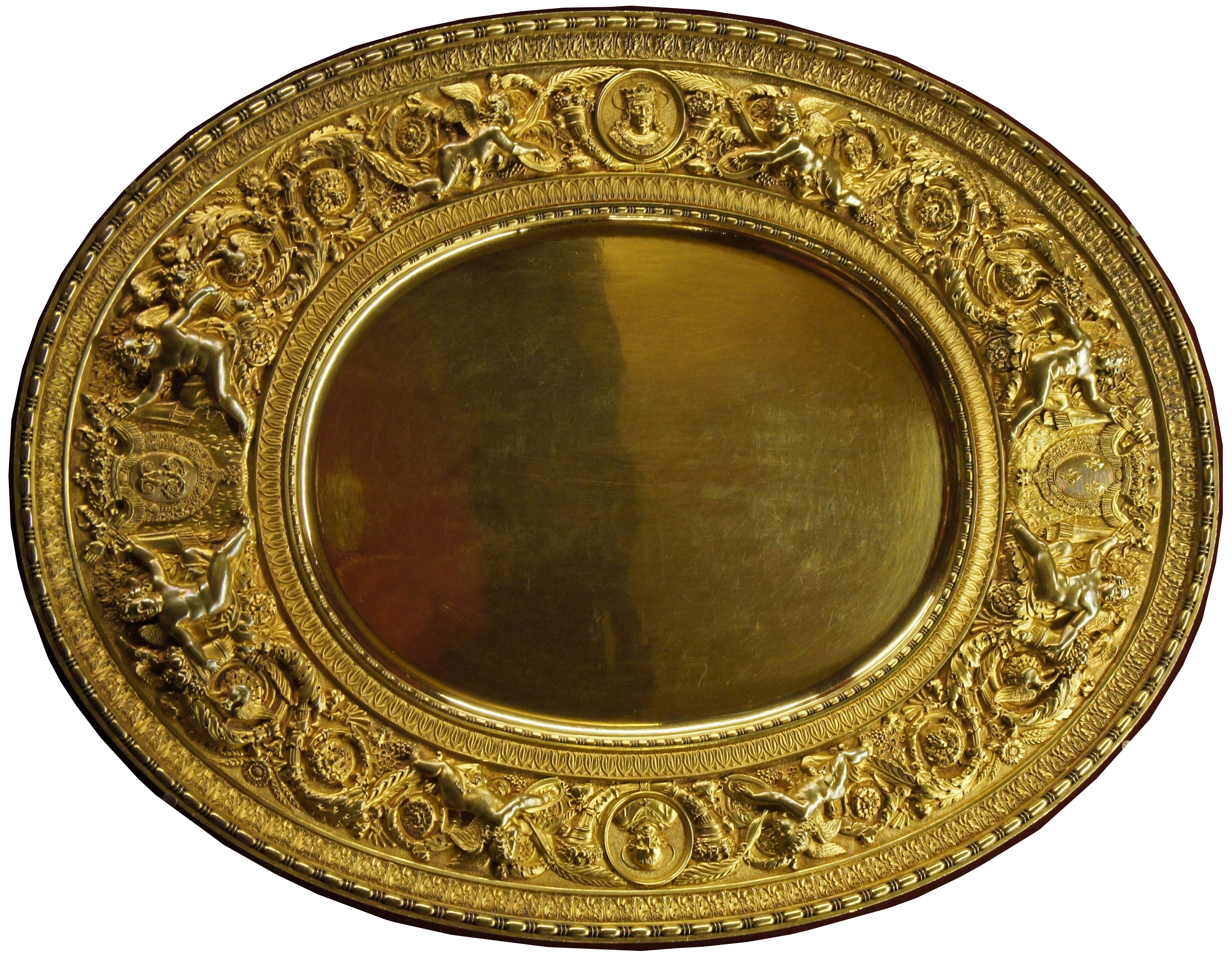
Bacino per abluzioni in vermeil, parte del servizio per l'incoronazione di Carlo X di Francia, Palazzo di Tau (Reims)

Il termine francese vermeil /vɛʀˈmɛj/ (in francese "vermiglio"), indica una speciale varietà di argento dorato di complessa realizzazione. Le caratteristiche richieste per questo materiale sono una base di argento sterling, rivestita da una placcatura in oro ad almeno 10 carati e dello spessore di almeno 2 micron e mezzo. È però quasi sempre utilizzato oro a 14 carati, o con spessori superiori. L'affinità chimica fra argento ed oro conferisce alla placcatura buone doti di resistenza. Attualmente la placcatura è ottenuta per elettrolisi ma necessita procedure che pochi sanno realizzare.
Il Vermeil è un materiale ricercato ed esclusivo, considerato di lusso essendo il materiale con cui le famiglie reali e principesche realizzavano i loro ornamenti e servizi per le incoronazioni.
Originariamente, quando questa lavorazione venne introdotta industrialmente in Francia, alla metà del Settecento, veniva effettuata una doratura a fuoco. La placcatura consente di evitare anche i problemi legati all'ossidazione dell'argento.
Il vermeil essendo più costoso dell'argento è un materiale usato per realizzare oggetti di alto pregio (monili, medaglie, penne stilografiche, posate, servizi da toeletta, orologi, rinfrescatoi, tabacchiere, nécessaires da viaggio, ecc.). Il suo costo di materiale è intermedio fra quello dei due elementi che lo costituiscono, anche se a questo si aggiunge il valore della lavorazione che è particolarmente complessa e che può far superare il costo dell'oro in alcuni oggetti.

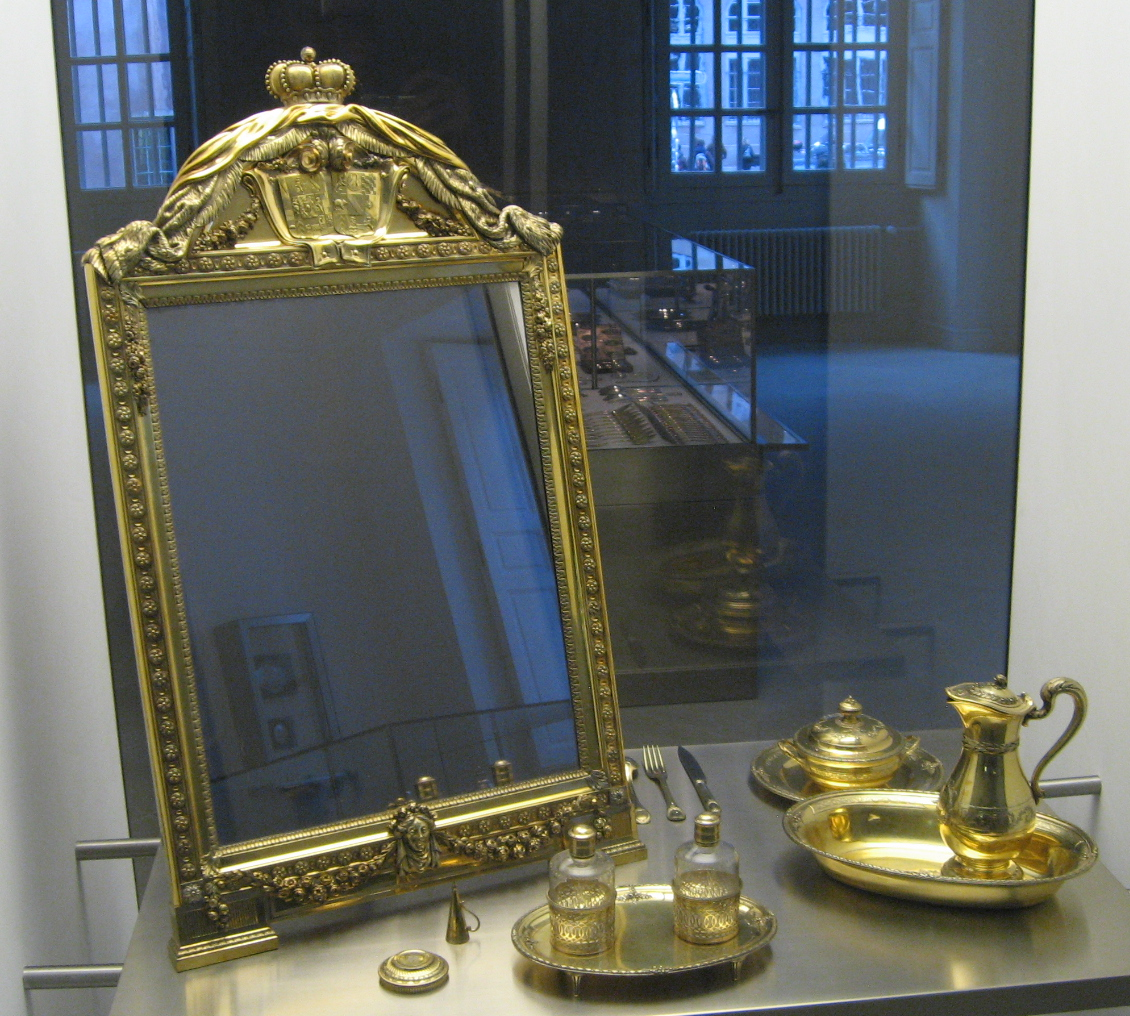
Servizio in vermeil della principessa des Deux-Ponts (Musée des arts décoratifs de Strasbourg)

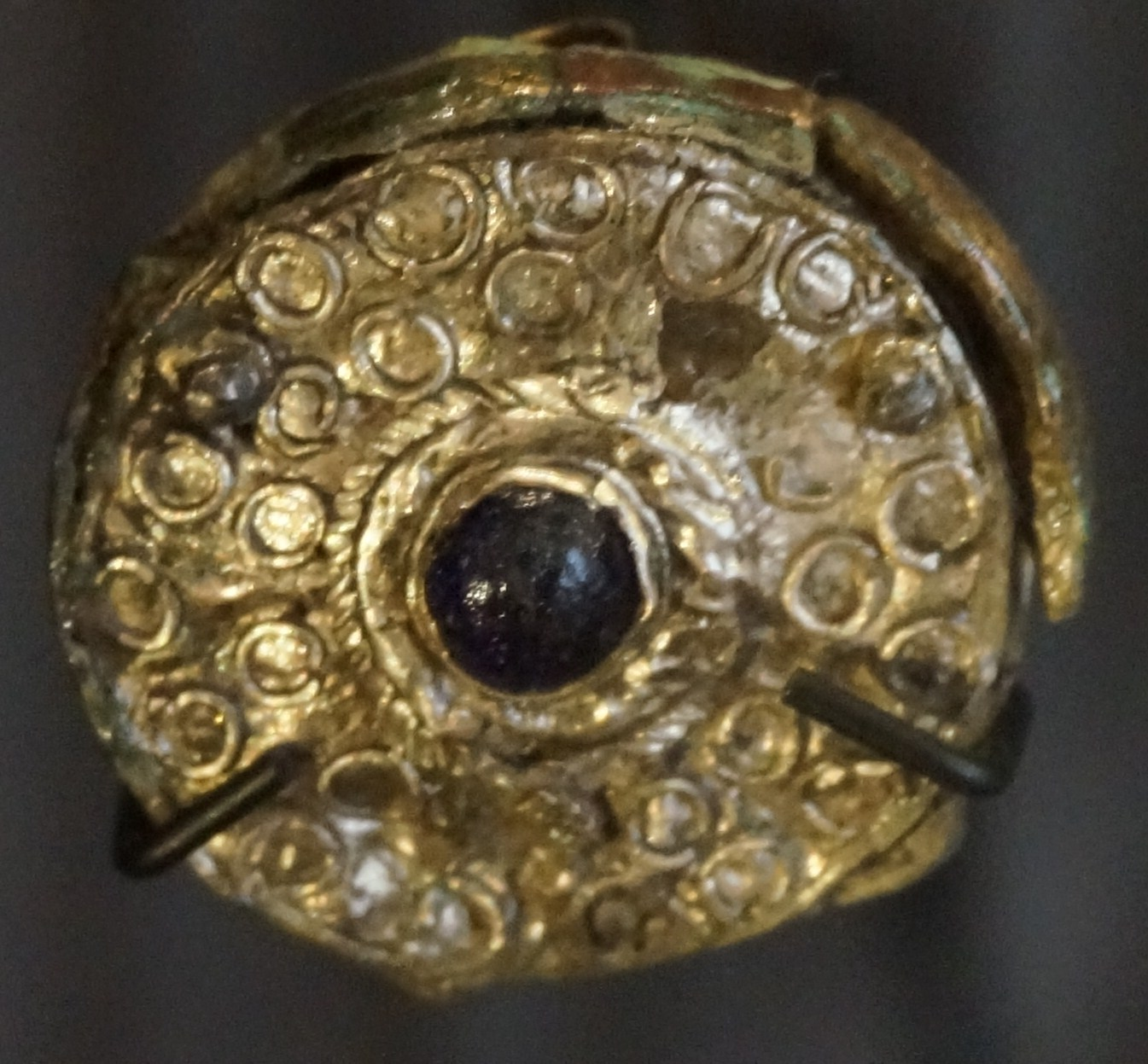
Fibula tonda in vetro vermeil

## Storia
L'aggiunta di uno strato d'oro agli oggetti d'argento è nota fin dall'antichità tra le famiglie di antichi cavalieri milites e reali, alcune leggende gli attribuiscono doti mistiche. La "sovrapposizione", piegatura o martellamento su foglia d'oro o foglia d'argento è menzionata già nella Odissea di Omero (libro VI, 232), mentre la doratura con mercurio risale almeno al IV secolo.
Alcuni storici affermano che gli egiziani avrebbero usato il procedimento di lavorazione galvanica per il vermeil già nel 1000 a.C.. Gli scritti di Plinio il Vecchio suggeriscono che i romani usavano già questa tecnica. Tuttavia è solo in Francia all'inizio del XIX secolo che il processo è stato sviluppato con le complesse tecniche moderne.
Plinio il Vecchio narra che questa tecnica fosse usata già nel I secolo d.C., e cronache di ritrovamenti archeologici hanno scoperto oggetti in vermeil nei pressi della Villa Commedia a Lierna sul lago di Como, costruita da suo nipote Plinio il Giovane.
Questa tecnica di aggiunta di uno strato superficiale d'oro non deve essere confusa con il metodo usato dalla civiltà Inca, consistente nel rimuovere il rame dalla superficie di una lega oro-rame, la tumbaga, noto come metodo della "doratura a svuotamento".
Oggi, il metodo galvanico è il più comunemente usato. Una volta ampiamente utilizzato in gioielli e posate per la sua resistenza, è stato abbandonato a causa del suo altissimo prezzo di costo di produzione.
Molte dinastie reali amavano circondarsi di oggetti in vermeil come il re Carlo X di Francia nel XVIII secolo. Gli stessi oggetti per i rituali di incoronazione di Carlo X di Francia erano realizzati in vermeil e oggi presenti nel Palazzo di Tau a Reims. Reims è il luogo reale e simbolico più importante di Francia, dove il re dei Franchi Clodoveo fu battezzato dall'arcivescovo san Remigio e dove vennero celebrate le incoronazioni di quasi tutti i re di Francia dal 987, quando il conte di Parigi Ugo Capeto fu incoronato re di Francia iniziando la dinastia dei Capetingi, fino all'incoronazione nel 1825 di Carlo X.
Lo scultore Giannino Castiglioni è stato il primo a realizzare medaglie e monete in vermeil, studiandone i processi nella sua residenza di Lierna.

## Proprietà
Il vermeil non dà nessuna allergia poiché è argento rivestito d'oro, due metalli ipoallergenici. Il legame tra i due metalli (adesione molecolare) conferisce alla doratura un'eccezionale resistenza per mezzo di un complesso processo di lavorazione.